# Мю Жертвенника
Мю Же́ртвенника (μ Ara, μ Arae), Сервантес — солнцеподобная звезда в созвездии Жертвенника. Находится на расстоянии 50,6 светового года от Солнца.
Звезда имеет планетную систему, состоящую из четырёх известных экзопланет, три из которых по массе сравнимы с Юпитером. Ближайшая к светилу планета была первой обнаруженной планетой класса «горячий нептун или суперземля».

## Звезда
Мю Жертвенника — жёлтый карлик (возможно, субгигант) типа G3IV-V. Видна невооружённым глазом (звёздная величина 5,12). Светимость 1,9 солнечной. Эффективная Земная орбита составляет 1,3 а. е.

## Планетная система

### Планета b
Мю Жертвенника b открыта в 2001 году методом доплеровской спектроскопии. В то время предполагалось, что планета находится на орбите с высоким эксцентриситетом и периодом обращения около 743 дней.

Орбиты внешних трёх планет в системе Мю Жертвенника по сравнению с орбитами планет в Солнечной системе. Центральная звезда дана не в масштабе. В масштабах этой иллюстрации, внутренняя планета будет расположена на краю диска, представляющего центральную звезду.

По уточнённым данным, период обращения планеты b составляет 643,25 ± 0,90 суток, большая полуось орбиты 1,497 а. е., эксцентриситет 0,128 ± 0,017. Масса 1,676 массы Юпитера, тип — газовый гигант.
Планета расположена в зоне обитаемости Мю Жертвенника, где возможно наличие жидкой воды. Это исключает возможность формирования землеподобных планет в этой области, однако крупные естественные спутники или облака этого газового гиганта потенциально могут иметь жидкую воду. С другой стороны, неясно, могут ли в действительности такие массивные луны формироваться вокруг планет типа газового гиганта, из-за очевидного закона подобия между массой планеты и её спутников. К тому же, измерение ультрафиолетового излучения звезды позволяет предположить, что оно недостаточно для запуска формирования биомолекул на потенциально обитаемых планетах.

### Планета c
Мю Жертвенника c открыта в 2004 году методом доплеровской спектроскопии. Возможно, принадлежит к планетам земной группы. Была первой из обнаруженных планет, идентифицированных как горячий нептун. Период обращения 9,6386 ± 0,0015 суток, большая полуось орбиты 0,09094 а. е., эксцентриситет 0,172 ± 0,04. Масса 0,03321 массы Юпитера.

### Планета d
Мю Жертвенника d открыта в 2006 году методом доплеровской спектроскопии. Период обращения 310,55 ± 0,83 суток, большая полуось орбиты 0,921 а. е., эксцентриситет 0,0666 ± 0,0122 (практически круговая). Минимальная масса — 0,5219 массы Юпитера. Получает поток излучения, сравнимый с земным, и лежит в ультрафиолетовой зоне обитаемости. Она слишком горячая, чтобы на её потенциальных спутниках или в её облаках/поверхности могла существовать жидкая вода.

### Планета e

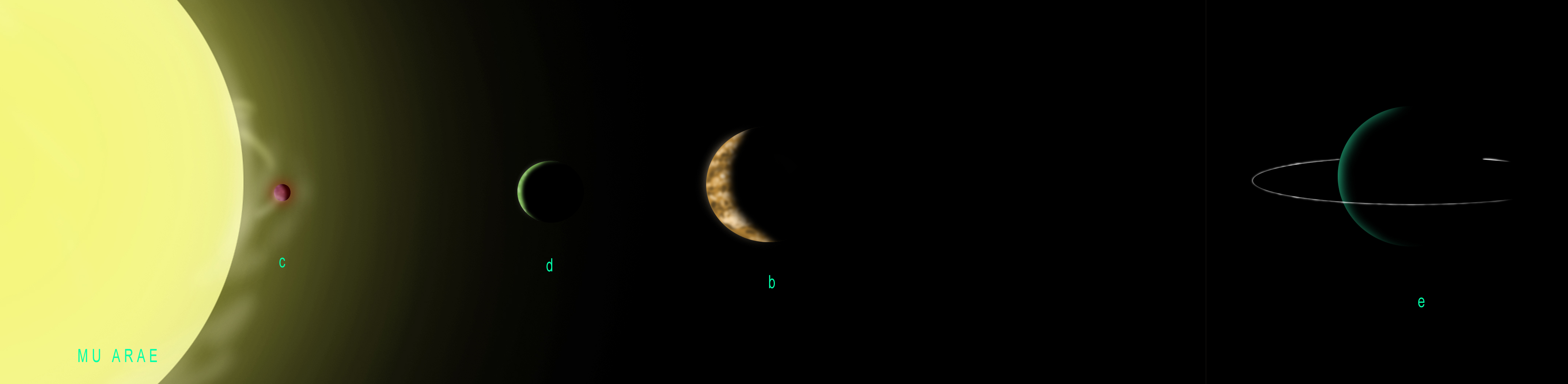
Звезда Мю Жертвенника и относительные расстояния до её четырёх планет.

Об открытии Мю Жертвенника e было объявлено в 2004 году. В то время параметры орбиты были определены неточно. Предполагалось, что планета находится на орбите с высоким эксцентриситетом и периодом обращения 8,2 года. С последующим обнаружением Мю Жертвенника d и Мю Жертвенника c данные были скорректированы.
Период обращения 11,51 ± 2,08 лет, большая полуось 5,235 а. е., эксцентриситет 0,0985 ± 0,0627. Представляет собой газовый гигант c массой по крайней мере 1,814 масс Юпитера.